# Tolu Ogunlesi
Tolu Ogunlesi, född 1982, är en nigeriansk författare och journalist.
Ogunlesi var Nordiska Afrikainstitutets författarstipendiat under 2008 och året därpå inbjöds han till University of Birmingham. Med diktsamlingen Listen to the Geckos Singing from a Balcony gjorde han sin debut 2004, och 2008 kom ungdomsromanen Conquest and Conviviality. Det är i tidningar, tidskrifter, nigerianska och brittiska antologier han publicerar sin poesi och sina noveller, liksom på internet, i tidskrifter som 3 Quarks Daily, The Vocabula Review, Crossing Borders, Underground Voices med flera. Han har fått en rad utmärkelser och priser och deltagit i många festivaler och bokmässor i Afrika och Europa.